# José Gabriel López Antuñano
José Gabriel López Antuñano (Madrid, 1949) es  profesor de Dramaturgia y Ciencias Teatrales español, crítico de teatro y dramaturgista. 

## Biografía
Licenciado en la Universidad de Oviedo. Doctorado en 1989 por la Universidad de Oviedo - en Filología Española. Es Teatrólogo y ha sido profesor de Dramaturgia y Ciencias Teatrales en la Escuela Superior de Arte Dramático de Castilla y León, de la que fue director (2006-2013). Fue director y profesor del Máster de Estudios Avanzados de Teatro de la Universidad Internacional de La Rioja (UNIR). Miembro del Instituto de Teatro (ITEM) de la Universidad Complutense de Madrid, impartió clases de Escritura Dramática y Dramaturgia en el Máster del ITEM. Crítico de teatro, es miembro de la International Association of Theatre Critics (IATC), de la Asociación de directores de Escena de España (ADE) y de la Academia de Artes Escénicas de España; publica en las principales revistas especializadas de teatro, en España y en otros países europeos.
Ha realizado varias adaptaciones de textos dramáticos para su puesta en escena, entre otros: Enrique VIII y la cisma de Inglaterra de Calderón de la Barca, estrenada por la Compañía Nacional de Teatro Clásico en 2015; La hija del aire de Calderón de la Barca, estrenada en México 2017 por la Compañía Nacional de Teatro de México; "La historia del cerco de Lisboa", a partir de la novela de José Saramago, estrenada en el Festival de Almada (Portugal). Consultor de dramaturgia en Hiszpanska noc z Carmen, Zarzuela Show, espectáculo presentado en Breslavia, Polonia, 2016 con motivo de la capitalidad europea; Vida del escudero Marcos de Obregón (versión teatral), estrenada en el Festival Internacional de Teatro Clásico de Almagro en 2018. "Fuenteovejuna, les courages des femmes", a partir del texto de Lope de Vega del mismo título. Estreno en el teatro del Institut Français Côte d’Ivoire de Abiyán, el 18 de mayo de 2019. Coproducción del Institut National Supérieur des Arts de l’Action Culturelle (INSAAC) y Alma Productions. "Córki Powietrza. Sen Balladyna" (Hijas del aire. El sueño de Balladyna). Dramaturgia sobre los textos de Balladyna de Juliusz Slowacki y Las hijas del aire de Calderón de la Barca, en colaboración con Anna Galas-Kosil. Estreno en el Teatro Jana Kochanowskiego de Opole (Polonia), el 16 de marzo de 2019. "Reinar depois de morrer", versión y dramaturgia sobre el texto del mismo título de Luis Vélez de Guevara. Estreno en el Teatro Municipal de Almada (Portugal), el 25 de octubre de 2019, y en el Teatro de la Comedia (CNTC) de Madrid, el 10 de enero de 2020. "Dom Juan, les morts ne sont pas morts", versión libre de "El burlador de Sevilla o El convidado de piedra", atribuido a Andrés de Claramonte, el 4 de diciembre de 2020, en el Teatro del Institut Français Côte d'Ivoire de Abiyán, coproducción del Institut Natinal Supérieur des Arts Culturelles (INSAAC), Alma productions y AECID. Estreno de la adaptación de "El perro del hortelano", con el título "A Kertész Kutyája" en el Nemzeti Szinház de Budapest el 12 de abril de 2022. Estreno de una versión de "La vida es sueño" en el Teatro Estatal Académico Lesya Ukrainka de Kiev, el 30 de septiembre de 2023. 

Crítico de Teatro: Escribe en ADE-TEATRO, Nueva Revista, Sinais de cena y Pygmalion. Miembro de la Internacional Association of Theatre Critics. 
Colaborador de ABC y de Artes&Letras Castilla y León, suplemento de Cultural de ABC.
Forma parte del Grupos de Investigación Cartelera de Espectáculos de Madrid (CARTEMAD) de la Universidad Complutense de Madrid. 
Premio Leandro Fernández Moratín a estudios teatrales (2017) por el libro "La escena del siglo XXI" y Premio Leandro Fernández Moratín a estudios teatrales (2025) por el libro "De lo dramático a lo posdramático". Premio VITKAKE del Instituto Internacional de Teatro de Polonia por difusión la Cultura y el Teatro polaco en el mundo (2021).

## Publicaciones
- "De lo dramático a lo posdramático", Asociación Directores de Escena, Madrid 2024.
- Teatro clásico contemporáneo" (coautor con Ignacio García), editorial Antígona, Madrid 2022.
- "El análisis de la escenificación" (eds), editorial Fundamentos, Madrid 2021.
- La escena del siglo XXI, Asociación Directores de Escena, Madrid 2016.[3]
- Versión de «La hija del aire» de Calderón de la Barca. Nueva Revista. Madrid, n.º 161. Madrid, 2017.
- Lágrimas sobre el viento,  Nueva Revista. N.º 155. Madrid, 2015.[4]
- Manual de Intervención, intertextualidad y deconstrucción, en colaboración con Margarita del Hoyo, edición Universidad Internacional de la Rioja, Logroño, 2014.
- Enrique VIII y la cisma de Inglaterra. Editorial Instituto Nacional de Artes Escénicas y la Música. Madrid, 2015.
- Mario Verdaguer, un escritor proteico. Editorial Pliegos, Madrid, 1994.[5]